# ام‌وی لاکمور (۱۹۳۰)
ام‌وی لاکمور (۱۹۳۰) (به انگلیسی: MV Lochmor) یک کشتی است که طول آن ۳۰٫۹۸ متر (۱۰۱ فوت ۸ اینچ) می‌باشد. این کشتی در سال ۱۹۷۹ ساخته شد.